# Campeonato Europeo de Patinaje Artístico sobre Hielo de 1991
El LXXXII Campeonato Europeo de Patinaje Artístico sobre Hielo se realizó en Sofía (Bulgaria) del 22 al 27 de enero de 1991. Fue organizado por la Unión Internacional de Patinaje sobre Hielo (ISU) y la Federación Búlgara de Patinaje sobre Hielo.

## Resultados

### Masculino
| Puesto | Nombre                 | País            | Puntos |
| ------ | ---------------------- | --------------- | ------ |
| Oro    | Víktor Petrenko        | Unión Soviética |        |
| Plata  | Petr Barna             | Checoslovaquia  |        |
| Bronce | Viacheslav Zagorodniuk | Unión Soviética |        |

### Femenino
| Puesto | Nombre           | País     | Puntos |
| ------ | ---------------- | -------- | ------ |
| Oro    | Surya Bonaly     | Francia  |        |
| Plata  | Evelyn Grossmann | Alemania |        |
| Bronce | Marina Kielmann  | Alemania |        |

### Parejas
| Puesto | Nombre                                 | País            | Puntos |
| ------ | -------------------------------------- | --------------- | ------ |
| Oro    | Natalia Mishkutiónok / Artur Dmítriyev | Unión Soviética |        |
| Plata  | Yelena Bechke / Denys Petrov           | Unión Soviética |        |
| Bronce | Yevguéniya Shishkova / Vadim Naúmov    | Unión Soviética |        |

### Danza en hielo
| Puesto | Nombre                               | País            | Puntos |
| ------ | ------------------------------------ | --------------- | ------ |
| Oro    | Marina Klímova / Serguéi Ponomarenko | Unión Soviética |        |
| Plata  | Isabelle Duchesnay / Paul Duchesnay  | Francia         |        |
| Bronce | Maya Usova / Aleksandr Zhulin        | Unión Soviética |        |

## Medallero
| Núm. | País            | Oro | Plata | Bronce | Total |
| ---- | --------------- | --- | ----- | ------ | ----- |
| 1    | Unión Soviética | 3   | 1     | 3      | 7     |
| 2    | Francia         | 1   | 1     | 0      | 2     |
| 3    | Alemania        | 0   | 1     | 1      | 2     |
| 4    | Checoslovaquia  | 0   | 1     | 0      | 1     |
|      | TOTAL           | 4   | 4     | 4      | 12    |